# Fehér galóca
A fehér galóca (Amanita verna) a kalaposgombák rendjén belül a galócafélék családjába tartozó Amanita nemzetség egyik halálosan mérgező, Magyarországon is elterjedt gombája.

## Jellemzői
Kalapja fehér színű, félgömb alakú, de később sem terül szét; kalapbőre száraz; átmérője 3‑8 cm. Lemezei fehérek, sűrűn és szabadon állók. Tönkje szintén egyöntetűen fehér, kígyóbőrszerű rajzolat sem látható rajta; a gallér is fehér, bőrszerűen lelógó; a tönk gumóban végződik, rajta a gomba többi részével megegyező színű bocskor található. A gomba húsa egységesen fehér, illata édeskés, idős korban kellemetlen. Spórapora fehér; a spórák gömbölyűek vagy elliptikusak, méretük 8‑10 × 6,5‑8 μm.

## Előfordulása
Lomberdőkben, parkokban lombos fákkal, leggyakrabban tölgyekkel képez mikorrhizát, de találták tűlevelűek tövében is. Közép-Európában kevésbé gyakori, mint a zöldes színű gyilkos galóca; délebbre inkább elterjedt. Júniustól szeptemberig terem.

## Hasonló fajok
A fehér galócát a kezdő gombászok színe miatt a csiperkékkel (Agaricus sp.) téveszthetik össze, bár azoknak soha nincs bocskora, lemezeik pedig már fiatal korban rózsaszínűek, később csokoládébarnák. Közeli rokona a szintén halálosan mérgező hegyeskalapú galóca (A. virosa), amely hazánkban nagyon ritka és fenyvesekben él.

## Mérgezése
Méreganyagainak összetétele és hatása azonos a gyilkos galócáéval (A. phalloides).

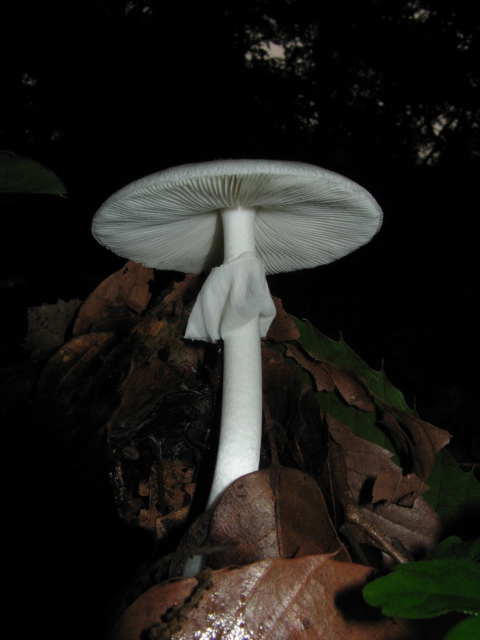
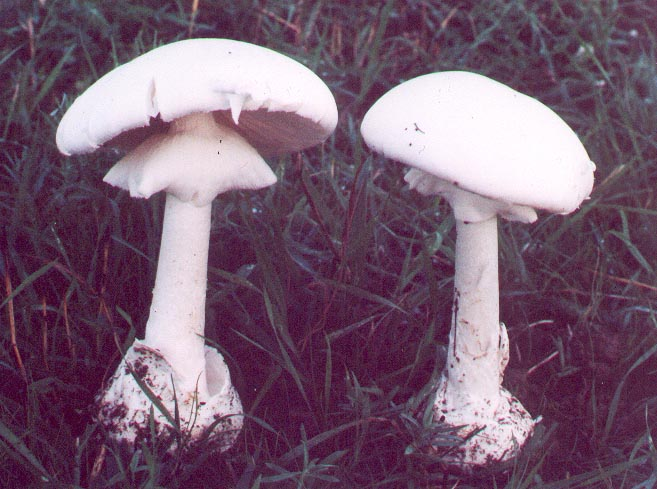
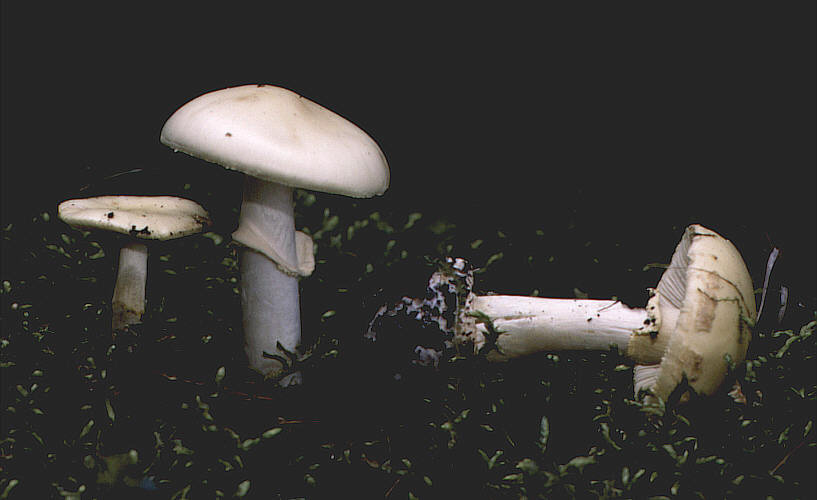
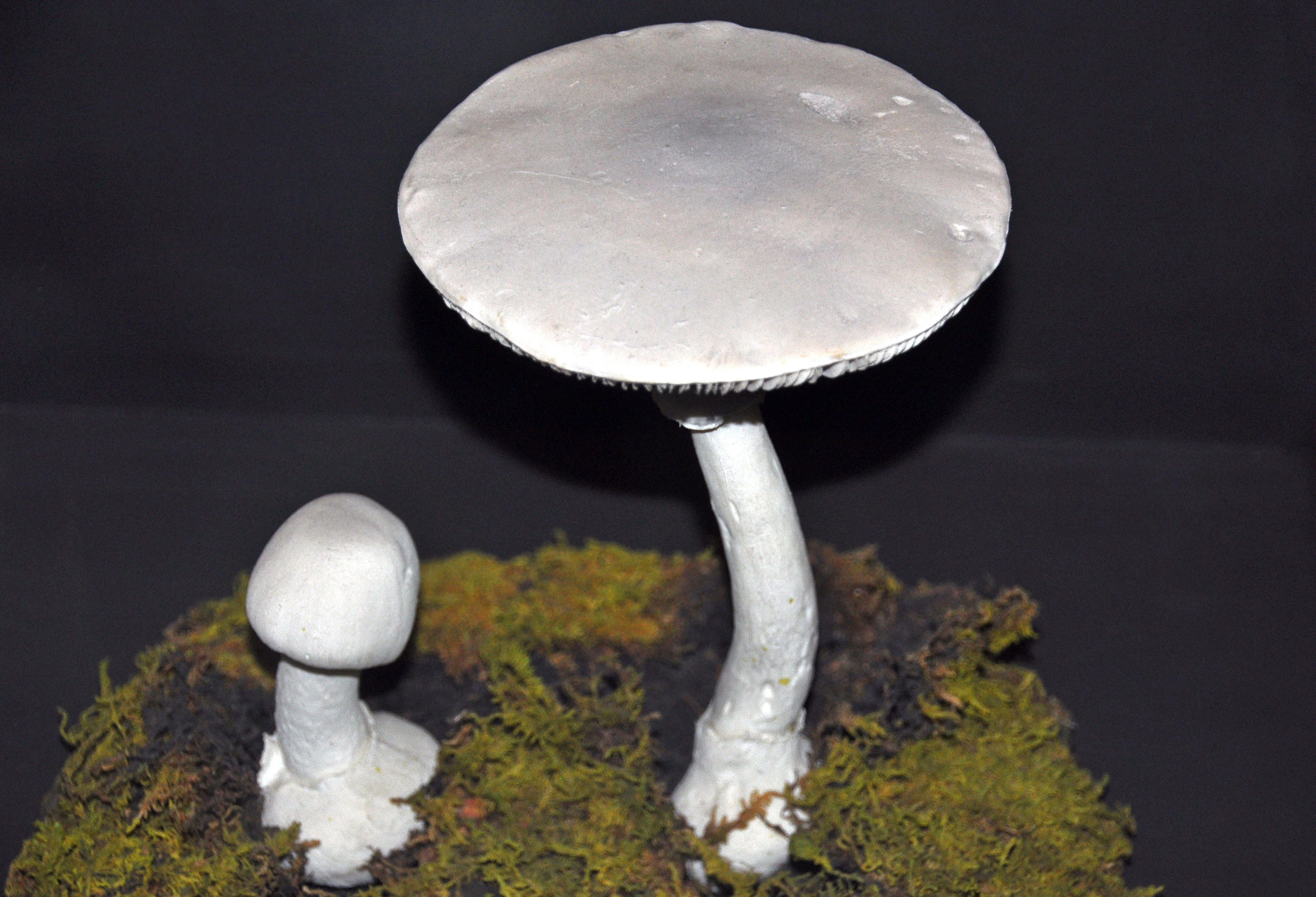